# قائمة العطل الرسمية حسب الدولة
قائمة العطلات أو العطل تشمل العطلات الرسمية وغير الرسمية لكل دولة.

## ألبانيا
| العطلة    | التاريخ             |
| --------- | ------------------- |
| 1 يناير   | رأس السنة الميلادية |
| 7 مارس    | يوم المدرس          |
| 8 مارس    | عيد الأم            |
| 22 مارس   | ذكرى السلطان نوروز  |
| 1 مايو    | عيد العمال          |
| 19 أكتوبر | يوم الأم تريزا      |
| 8 ديسمبر  | يوم الطفل           |
| 28 ديسمبر | مذبحة الأبرياء      |

## اليمن
| العطلة             | التاريخ                                          |
| ------------------ | ------------------------------------------------ |
| رأس السنة الهجرية  | الأول من المحرم                                  |
| عطلة عيد الفطر     | الأول من شوال                                    |
| عطلة عيد الأضحى    | العاشر من ذو الحجة                               |
| عيد العمال         | 1 مايو                                           |
| عيد الوحدة اليمنية | 22 مايو                                          |
| عيد ثورة 26 سبتمبر | 26 سبتمبر                                        |
| عيد ثورة 14 أكتوبر | 14 أكتوبر ، ضد الاستعمار البريطاني في جنوب اليمن |
| عيد الجلاء         | 30 نوفمبر ، خروج اخر جندي بريطاني من اليمن       |

## الجزائر
| العطلة              | التاريخ                                            |
| ------------------- | -------------------------------------------------- |
| رأس السنة الهجرية   | الأول من المحرم                                    |
| المولد النبوي       | ميلاد نبي الإسلام محمد في الثاني عشر من ربيع الأول |
| عطلة عيد الفطر      | الأول من شوال                                      |
| عطلة عيد الأضحى     | العاشر من ذو الحجة                                 |
| رأس السنة الميلادية | 1 يناير                                            |
| عيد العمال          | 1 مايو                                             |
| عيد الاستقلال       | 5 جويلية                                           |
| عيد الثورة          | 1 نوفمبر                                           |
| عاشوراء             | العاشر من المحرم                                   |

## الأرجنتين
| العطلة                                | التاريخ                    |
| ------------------------------------- | -------------------------- |
| رأس السنة الميلادية                   | 1 يناير                    |
| يوم الحقيقة والعدالة                  | 24 مارس                    |
| يوم مالفيناس (حرب الفوكلاند)          | 2 أبريل                    |
| خميس العهد                            | يوم متغير                  |
| جمعة الآلام                           | يوم متغير                  |
| عيد العمال                            | 1 مايو                     |
| ثورة مايو                             | 25 مايو                    |
| تخليد ذكرى الجنرال مانيوال بيلجرانو   | الإثنين التالي ل20 يونيو   |
| إعلان الاستقلال الأرجنتين             | 9 يوليو                    |
| تخليد ذكرى الجنرال جوزيه دي سان مارتن | الإثنين التالي ل 17 أغسطس  |
| يوم كولومبوس                          | الإثنين التالي ل 12 أكتوبر |
| يوم حمل العذراء                       | 8 ديسمبر                   |
| عيد الميلاد                           | 25 ديسمبر                  |

## الكويت
وهي الاعياد التي تتعطل بها الدوائر الرسمية والشركات في الكويت وتعتبر يوم عطلة رسمية لكافة العاملين بالدولة أو تصرف لهم بلدلات اضافية عنها
| العطلة              | التاريخ        |
| ------------------- | -------------- |
| رأس السنة الهجرية   | 1 محرم         |
| المولد النبوي       | 12 ربيع الأول  |
| الإسراء والمعراج    | 27 رجب         |
| عيد الفطر           | 3-1 شوال       |
| الوقوف بعرفة        | 9 ذو الحجة     |
| عيد الأضحى          | 13-10 ذو الحجة |
| رأس السنة الميلادية | 1 يناير        |
| العيد الوطني        | 25 فبراير      |
| عيد التحرير         | 26 فبراير      |

## أرمينيا
| العطلة               | التاريخ  |
| -------------------- | -------- |
| رأس السنة الميلادية  | 1 يناير  |
| عيد الميلاد الأرميني | 6 يناير  |
| مذابح الأرمن         | 24 أبريل |

## أستراليا
| العطلة                               | التاريخ                  |
| ------------------------------------ | ------------------------ |
| رأس السنة الميلادية                  | 1 يناير                  |
| يوم أستراليا                         | 26 يناير                 |
| جمعة الآلام والسبت المقدس وعيد الفصح | أيام متغيرة              |
| يوم كأس اديلايد                      | الإثنين الثاني من مايو   |
| يوم انزاك                            | 25 أبريل                 |
| عيد ميلاد الملكة                     | الإثنين الثاني من يونيو  |
| كأس ملبورن                           | الثلاثاء الأول من نوفمبر |
| راس السنة الميلادية                  | 25 ديسمبر                |
| يوم الصناديق                         | 26 ديسمبر                |
| عيد العمال                           | 5 أكتوبر                 |

## النمسا
| العطلة              | التاريخ   |
| ------------------- | --------- |
| رأس السنة الميلادية | 1 يناير   |
| عيد الغطاس          | 6 يناير   |
| عيد الفصح           | متغير     |
| عيد العمال          | 1 مايو    |
| عيد العنصرة         |           |
| العيد الوطني        | 26 أكتوبر |
| يوم جميع القديسين   | 1 نوفمبر  |
| عيد الحبل بلا دنس   | 8 ديسمبر  |
| عيد الميلاد         | 25 ديسمبر |
| عيد القديس ستيفن    | 26 ديسمبر |

## جزر البهاما
| العطلة              | التاريخ |
| ------------------- | ------- |
| رأس السنة الميلادية | 1 يناير |

## باربادوس
| العطلة              | التاريخ |
| ------------------- | ------- |
| رأس السنة الميلادية | 1 يناير |

## بلجيكا
| العطلة              | التاريخ |
| ------------------- | ------- |
| رأس السنة الميلادية | 1 يناير |

## بليز
| العطلة              | التاريخ |
| ------------------- | ------- |
| رأس السنة الميلادية | 1 يناير |

## برمودا
| العطلة              | التاريخ |
| ------------------- | ------- |
| رأس السنة الميلادية | 1 يناير |

## البوسنة والهرسك
| العطلة              | التاريخ |
| ------------------- | ------- |
| رأس السنة الميلادية | 1 يناير |

## البرازيل
| العطلة              | التاريخ |
| ------------------- | ------- |
| رأس السنة الميلادية | 1 يناير |

## بلغاريا
| العطلة              | التاريخ |
| ------------------- | ------- |
| رأس السنة الميلادية | 1 يناير |

## كندا
| العطلة              | التاريخ |
| ------------------- | ------- |
| رأس السنة الميلادية | 1 يناير |

## تشيلي
| العطلة              | التاريخ |
| ------------------- | ------- |
| رأس السنة الميلادية | 1 يناير |

## الصين
| العطلة              | التاريخ  |
| ------------------- | -------- |
| رأس السنة الميلادية | 1 يناير  |
| عيد العمل           | 1 مايو   |
| عيد الوطني          | 1 أكتوبر |

## كولومبيا
| العطلة              | التاريخ |
| ------------------- | ------- |
| رأس السنة الميلادية | 1 يناير |

## كوستاريكا
| العطلة              | التاريخ |
| ------------------- | ------- |
| رأس السنة الميلادية | 1 يناير |

## كرواتيا
| العطلة              | التاريخ |
| ------------------- | ------- |
| رأس السنة الميلادية | 1 يناير |

## قبرص
| العطلة              | التاريخ |
| ------------------- | ------- |
| رأس السنة الميلادية | 1 يناير |

## الدنمارك
| العطلة              | التاريخ |
| ------------------- | ------- |
| رأس السنة الميلادية | 1 يناير |

## جمهورية الدومينيكان
| العطلة              | التاريخ |
| ------------------- | ------- |
| رأس السنة الميلادية | 1 يناير |

## إستونيا
| العطلة              | التاريخ |
| ------------------- | ------- |
| رأس السنة الميلادية | 1 يناير |

## الاتحاد الأوروبي
- يوم أوروبا

## فيجي
| العطلة              | التاريخ |
| ------------------- | ------- |
| رأس السنة الميلادية | 1 يناير |

## فنلندا
| العطلة              | التاريخ |
| ------------------- | ------- |
| رأس السنة الميلادية | 1 يناير |

## فرنسا
| العطلة              | التاريخ |
| ------------------- | ------- |
| رأس السنة الميلادية | 1 يناير |

## جورجيا
| العطلة              | التاريخ |
| ------------------- | ------- |
| رأس السنة الميلادية | 1 يناير |

## اليونان
| العطلة              | التاريخ |
| ------------------- | ------- |
| رأس السنة الميلادية | 1 يناير |

## جرينلاند
| العطلة              | التاريخ |
| ------------------- | ------- |
| رأس السنة الميلادية | 1 يناير |

## غواتيمالا
| العطلة              | التاريخ |
| ------------------- | ------- |
| رأس السنة الميلادية | 1 يناير |

## هندوراس
| العطلة              | التاريخ |
| ------------------- | ------- |
| رأس السنة الميلادية | 1 يناير |

## هونغ كونغ
| العطلة              | التاريخ |
| ------------------- | ------- |
| رأس السنة الميلادية | 1 يناير |

## المجر
| العطلة              | التاريخ |
| ------------------- | ------- |
| رأس السنة الميلادية | 1 يناير |

## الهند
| العطلة              | التاريخ |
| ------------------- | ------- |
| رأس السنة الميلادية | 1 يناير |

## إندونيسيا
| العطلة                        | التاريخ                  |
| ----------------------------- | ------------------------ |
| رأس السنة الميلادية           | 1 يناير                  |
| رأس السنة الصينية             | بين 21 يناير - 20 فبراير |
| رأس السنة البالية             | بين 5 مارس - 2 أبريل     |
| الجمعة العظيمة                | بين 20 مارس - 23 أبريل   |
| عيد الصعود                    | بين 30 أبريل - 3 يونيو   |
| يوم الفيسلك                   | بين 4 - 6 يونيو          |
| يوم العمال العالمي            | 1 مايو                   |
| يوم بانتشاسيلا                | 1 يونيو                  |
| يوم استقلال جمهورية إندونيسيا | 17 أغسطس                 |
| عيد الميلاد                   | 25 ديسمبر                |
| رأس السنة الهجرية             | 1 محرم                   |
| المولد النبوي                 | 12 ربيع الأول            |
| الإسراء والمعراج              | 27 رجب                   |
| عيد الفطر                     | 1 شوال                   |
| عيد الأضحى                    | 10 ذو الحجة              |

## إيطاليا
| العطلة              | التاريخ |
| ------------------- | ------- |
| رأس السنة الميلادية | 1 يناير |

## كينيا
| العطلة              | التاريخ |
| ------------------- | ------- |
| رأس السنة الميلادية | 1 يناير |

## لاتفيا
| العطلة              | التاريخ |
| ------------------- | ------- |
| رأس السنة الميلادية | 1 يناير |

## لبنان
| العطلة              | التاريخ |
| ------------------- | ------- |
| رأس السنة الميلادية | 1 يناير |

## ليتوانيا
| العطلة              | التاريخ |
| ------------------- | ------- |
| رأس السنة الميلادية | 1 يناير |

## لوكسمبورغ
| العطلة              | التاريخ |
| ------------------- | ------- |
| رأس السنة الميلادية | 1 يناير |

## مقدونيا
| العطلة              | التاريخ |
| ------------------- | ------- |
| رأس السنة الميلادية | 1 يناير |

## ماليزيا
| العطلة              | التاريخ |
| ------------------- | ------- |
| رأس السنة الميلادية | 1 يناير |

## مالطا
| العطلة              | التاريخ |
| ------------------- | ------- |
| رأس السنة الميلادية | 1 يناير |

## المكسيك
| العطلة              | التاريخ |
| ------------------- | ------- |
| رأس السنة الميلادية | 1 يناير |

## هولندا
| العطلة              | التاريخ |
| ------------------- | ------- |
| رأس السنة الميلادية | 1 يناير |

## نيبال
| العطلة              | التاريخ |
| ------------------- | ------- |
| رأس السنة الميلادية | 1 يناير |

## بنما
| العطلة              | التاريخ |
| ------------------- | ------- |
| رأس السنة الميلادية | 1 يناير |

## بيرو
| العطلة              | التاريخ |
| ------------------- | ------- |
| رأس السنة الميلادية | 1 يناير |

## الفلبين
| العطلة              | التاريخ |
| ------------------- | ------- |
| رأس السنة الميلادية | 1 يناير |

## بولندا
| العطلة              | التاريخ |
| ------------------- | ------- |
| رأس السنة الميلادية | 1 يناير |

## البرتغال
| العطلة              | التاريخ |
| ------------------- | ------- |
| رأس السنة الميلادية | 1 يناير |

## رومانيا
| العطلة              | التاريخ |
| ------------------- | ------- |
| رأس السنة الميلادية | 1 يناير |

## السعودية
عيد الاضحى
عيد الفطر
يوم التأسيس 22 فبراير

اليوم الوطني

23 سبتمبر

## صربيا
| العطلات    | التاريخ بالهجري |
| ---------- | --------------- |
| عيد الفطر  | 10/1هـ          |
| عيد الأضحى | 12/10هـ         |

| العطلة              | التاريخ |
| ------------------- | ------- |
| رأس السنة الميلادية | 1 يناير |

## سنغافورة
| العطلة              | التاريخ |
| ------------------- | ------- |
| رأس السنة الميلادية | 1 يناير |

## سلوفينيا
| العطلة              | التاريخ |
| ------------------- | ------- |
| رأس السنة الميلادية | 1 يناير |

## جنوب إفريقيا
| العطلة              | التاريخ |
| ------------------- | ------- |
| رأس السنة الميلادية | 1 يناير |

## كوريا الجنوبية
يوم 15 ، شهر 8 بالتقويم القمري:	تشوسوك (عيد الشكر على الحصاد) (Korean Thanksgiving Day) Chuseok
أول يوم للسنة الجديدة بالتقويم الميلادي:	شين جونغ (سول نال) (New Year’s Day)
أول يوم للسنة الجديدة بالتقويم القمري:	سول نال (كو جونغ) (Lunar New Year’s Day)
9 أكتوبر:	هان غول نال (يوم إعلان الحروف الكورية) (Hangul Proclamation Day)
1 مارس:	سام إيل جول (يوم الاستقلال) (Independence Movement Day) Samiljeol
15 أغسطس:	كوانغ بوك جول (يوم التحرير الوطني) (National Liberation Day)
17 يوليو:	جاي هون جول (يوم الدستور) (Constitution Day)
3 أكتوبر:	كاي تشون جول (يوم تأسيس كوريا)(The National Foundation Day of Korea)

## سريلانكا
| 15 يناير  | الثلاثاء | Tamil Thai Pongal Day                                   | *†# |
| 22 يناير  | الثلاثاء | Duruthu Full Moon Poya Day (දුරුතු පෝය)                     | *†# |
| 4 فبراير  | الاثنين  | اليوم الوطني                                            | *†# |
| 20 فبراير | الأربعاء | Navam Full Moon Poya Day (නවම් පෝය)                       | *†# |
| 6 مارس    | الخميس   | Maha Sivarathri Day                                     | *†  |
| 20 مارس   | الخميس   | Milad-Un-Nabi (Holy Prophet’s Birthday)                 | *†  |
| 21 مارس   | الجمعة   | Medin Full Moon Poya Day (මැදින් පෝය)                       | *†# |
| 21 مارس   | الجمعة   | Good Friday                                             | *†  |
| 12 أبريل  | السبت    | Day prior to Sinhala and Tamil New Year Day (පරණ අවුරුද්ද) | *†# |
| 13 أبريل  | الأحد    | Sinhala and Tamil New Year Day (අලුත් අවුරුද්ද)              | *†# |
| 18 أبريل  | الجمعة   | Additional Bank Holiday                                 | †   |
| 19 أبريل  | السبت    | Bak Full Moon Poya Day (බක් පෝය)                          | *†# |
| 1 مايو    | الخميس   | May Day                                                 | *†# |
| 19 مايو   | الاثنين  | Wesak Full Moon Poya Day (වෙසක් පෝය)                       | *†# |
| 20 مايو   | الثلاثاء | Day following Wesak Full Moon Poya Day                  | *†# |
| 18 يونيو  | الأربعاء | Poson Full Moon Poya Day (පොසොන් පෝය)                       | *†# |
| 17 يوليو  | الخميس   | Esala Full Moon Poya Day (ඇසල පෝය)                       | *†# |
| 16 أغسطس  | السبت    | Nikini Full Moon Poya Day (නිකිනි පෝය)                      | *†# |
| 14 سبتمبر | الأحد    | Binara Full Moon Poya Day (බිනර පෝය)                      | *†# |
| 1 أكتوبر  | الأربعاء | Id-Ul-Fitr (Ramazan Festival Day)                       | *†  |
| 14 أكتوبر | الثلاثاء | Vap Full Moon Poya Day (වප් පෝය)                          | *†# |
| 27 أكتوبر | الاثنين  | Deepavali Festival Day                                  | *†  |
| 12 نوفمبر | الأربعاء | Il Full Moon Poya Day (ඉල් පෝය)                           | *†# |
| 9 ديسمبر  | الثلاثاء | Id-Ul-Allah (Hadji Festival Day)                        | *†  |
| 12 ديسمبر | الجمعة   | Unduvap Full Moon Poya Day (උඳුවප් පෝය)                    | *†# |
| 24 ديسمبر | الأربعاء | Christmas Eve                                           | *†# |
| 25 ديسمبر | الخميس   | Christmas Day                                           | *†# |

- Public Holiday † Bank Holiday # Mercantile Holiday

Source: http://www.priu.gov.lk/Holidays2008.htm

## السودان
| العطلة             | التاريخ               |
| ------------------ | --------------------- |
| عيد الاستقلال      | 1 يناير               |
| عيد الفطر المبارك  | 4 يونيو إلى 7 يونيو   |
| عيد الأضحى المبارك | 10 أغسطس إلى 14 أغسطس |
| رأس السنة الهجرية  | 11 سبتمبر             |
| المولد النبوي      | 18 سبتمبر             |

## العراق
| العطلة                                 | التاريخ |
| -------------------------------------- | ------- |
| رأس السنة الميلادية                    | 1 يناير |
| عيد الجيش                              | 6 يناير |
| عيد الشرطة                             | 9 يناير |
| ذكرى الحرب على العراق                  | 20 مارس |
| عيد نوروز                              | 21 مارس |
| سقوط نظام صدام حسين، أو (احتلال بغداد) | 9 أبريل |
| عيد العمال                             | 1 مايو  |

## تايوان
| العطلة              | التاريخ |
| ------------------- | ------- |
| رأس السنة الميلادية | 1 يناير |

## تنزانيا
| العطلة              | التاريخ |
| ------------------- | ------- |
| رأس السنة الميلادية | 1 يناير |

## تايلاند
| العطلة              | التاريخ |
| ------------------- | ------- |
| رأس السنة الميلادية | 1 يناير |

## تونس
| العطلة              | التاريخ                                            |
| ------------------- | -------------------------------------------------- |
| رأس السنة الهجرية   | الأول من المحرم                                    |
| المولد النبوي       | ميلاد نبي الإسلام محمد في الثاني عشر من ربيع الأول |
| عطلة عيد الفطر      | الأول من شوال                                      |
| عطلة عيد الإضحى     | العاشر من ذو الحجة                                 |
| رأس السنة الميلادية | 1 يناير                                            |
| عيد الشغل           | 1 مايو                                             |
| عيد الجمهورية       | 25 يوليو                                           |
| عيد المرأة          | 13 أغسطس                                           |
| عيد الجلاء          | 15 أكتوبر                                          |
| عيد الاستقلال       | 20 مارس                                            |
| عيد الشهداء         | 9 ابريل                                            |
| عيد الثورة          | 17 ديسمبر (14 يناير بين عامي 2011 و2021)           |

## فيتنام
| العطلة              | التاريخ |
| ------------------- | ------- |
| رأس السنة الميلادية | 1 يناير |

## أوغندا
| العطلة              | التاريخ |
| ------------------- | ------- |
| رأس السنة الميلادية | 1 يناير |

## أوكرانيا
| العطلة              | التاريخ |
| ------------------- | ------- |
| رأس السنة الميلادية | 1 يناير |

## المملكة المتحدة
| العطلة              | التاريخ |
| ------------------- | ------- |
| رأس السنة الميلادية | 1 يناير |

## الولايات المتحدة
| العطلة              | التاريخ |
| ------------------- | ------- |
| رأس السنة الميلادية | 1 يناير |

## أوزبكستان
| العطلة              | التاريخ |
| ------------------- | ------- |
| رأس السنة الميلادية | 1 يناير |

## الأوروغواي
| العطلة              | التاريخ |
| ------------------- | ------- |
| رأس السنة الميلادية | 1 يناير |

## زامبيا
| العطلة              | التاريخ |
| ------------------- | ------- |
| رأس السنة الميلادية | 1 يناير |